# باولو روبرتو كوريا
باولو روبرتو كوريا هو منافس ألعاب قوى برازيلي، ولد في 14 فبراير 1960.

## وصلات خارجية
- باولو روبرتو كوريا على موقع الاتحاد الدولي لألعاب القوى (الإنجليزية)
- باولو روبرتو كوريا على موقع أوليمبيديا (الإنجليزية)